# (728) Leonisis
(728) Leonisis es un asteroide perteneciente al cinturón de asteroides descubierto el 16 de febrero de 1912 por Johann Palisa desde el observatorio de Viena, Austria.
Está nombrado en honor del industrial alemán Leo Gans (1843-1935) en combinación con isis, emblema de la Sociedad de Física de Fráncfort de la que formaba parte.